# Santo André (Barreiro)
Santo André era una freguesia portuguesa del municipio de Barreiro, distrito de Setúbal.

## Historia
Fue suprimida el 28 de enero de 2013, en aplicación de una resolución de la Asamblea de la República portuguesa promulgada el 16 de enero de 2013 al unirse con las freguesias de Alto do Seixalinho y Verderena, formando la nueva freguesia de Alto do Seixalinho, Santo André e Verderena.